# Éditions Jacob-Duvernet
Pour les articles homonymes, voir Jacob (homonymie) et Duvernet.
Les Éditions Jacob-Duvernet sont une maison d'édition indépendante fondée en 1998 par Luc Jacob-Duvernet et fermée en 2014.

## Historique
Les Éditions Jacob-Duvernet se veulent au service du journalisme. La maison confie la rédaction de la majeure partie de ses ouvrages à des journalistes. Les livres publiés traitent de nombreux sujets qui vont du sport à la politique, en passant par des faits de société. 
Plusieurs de ses publications ont connu des polémiques comme Rose Mafia de Gérard Dalongeville, Mon père, ce tortionnaire de Bernard de Souzy ou encore Le Front national des villes & le Front national des champs d'Octave Nitkowski.
Placée en redressement judiciaire par le tribunal de commerce de Paris le 18 mars 2014, la liquidation judiciaire des Éditions Jacob-Duvernet est prononcée fin avril 2014, faute de repreneurs.

## Catalogue

### Collections
- Les Pintades
- Les légendes du vélo
- La France perd le Nord

### Principaux auteurs
- Octave Nitkowski
- Michel Cymes
- Gérard Dalongeville
- Nicolas Domenach
- Raymond Kopa
- Christophe Lemaitre
- Pierre Perret
- Bernard de Souzy
- Annick et Bruno Richard
- Éric Verhaeghe

### Principales publications
- Le Front national des villes & le Front national des champs d'Octave Nitkowski
- Rose Mafia de Gérard Dalongeville
- Les Pintades à Téhéran de Delphine Minoui
- Caroline Aigle, vol brisé de Jean-Dominique Merchet
- Poulidor par Raymond Poulidor de Raymond Poulidor et Jean-Paul Brouchon
- Hinault par Bernard Hinault de Bernard Hinault et Jean-Paul Brouchon
- La Mémoire du Petit Prince de Jean-Pierre Guéno
- Histoire du 36, quai des Orfèvres de Claude Cancès
- Robin le jour où le ciel se déchira de Annick et Bruno Richard